# 9 Sextantis
9 Sextantis är en orange stjärna i Sextantens stjärnbild.
9 Sextantis har visuell magnitud +6,70 och kräver fältkikare för att kunna observeras. Den befinner sig på ett avstånd av ungefär 795 ljusår.